# Dissenterprotestanter
Dissenterprotestanter avser kristna som är anslutna till ett annat kristet samfund än ett lands etablerade kyrka som traditionellt stöds eller har stötts av staten (jämför Svenska kyrkan). Begreppet används främst inom forskning. I Sverige utgör frikyrkliga personer exempel på dissenterprotestanter.